# Odette Ferreira
Maria Odete Santos Ferreira ComSE • GCIP (Mercês, Lisboa, 4 de junho de 1925 – Lisboa, 7 de outubro de 2018) foi uma farmacêutica, professora catedrática e investigadora portuguesa. Pioneira da investigação sobre a SIDA em Portugal, foi responsável pela identificação do virus HIV de tipo 2. Coordenou a Comissão Nacional de Luta Contra a SIDA e criou o programa Diz Não a Uma Seringa em Segunda Mão.

## Biografia
Maria Odete Santos Ferreira, mais conhecida por Odette Ferreira, nasceu em Lisboa, na freguesia das Mercês, no dia 4 de Junho de 1925. Era filha de Manuel Ferreira e de Lídia Santos Ferreira, ambos naturais de Lisboa (ele da freguesia de Santa Isabel e ela da freguesia do Socorro).
Nasceu numa família de farmacêuticos, o avô era dono da primeira farmácia da cidade de Bolama, na Guiné Bissau, para onde ela foi morar com apenas 3 meses. Regressa a Portugal com 10 anos e vai estudar no Colégio Moderno em Lisboa.
A 18 de dezembro de 1948, casou na Igreja de Nossa Senhora do Rosário de Fátima, em Lisboa, com José Joaquim Marcos do Nascimento (Santa Catarina, Lisboa, c. 1922), filho de Francisco do Nascimento, natural de Torres Vedras (freguesia de São Pedro), e de Lucinda Marcos do Nascimento, natural de Lisboa (freguesia de São Paulo). Por sentença transitada em julgado a 24 de novembro de 1961, foi decretada a separação judicial de pessoas e bens entre o casal. Por sentença transitada em julgado a 28 de outubro de 1975, a separação judicial de pessoas e bens foi convertida em divórcio.
Seguir-se-á a Faculdade de Farmácia da Universidade de Lisboa onde se forma em 1970.
Sete anos mais tarde, obtém o doutoramento na Universidade de Paris - Sul com o seu estudo epidemiológico sobre a utilização da lisotipia de pseudomonas aeruginosa na detecção de infeções adquiridas em hospitais, causadas pelo bacilo piociânico.
A partir da década de oitenta dedica-se ao estudo do vírus responsável pela SIDA (síndrome de imunodeficiência adquirida), é ela quem diagnostica os primeiros casos portugueses, entre eles o compositor e cantor António Variações. Em 1985 apercebe-se que as amostras de sangue de doentes seropositivos da Guiné Bissau continham um vírus HIV que se comportava de maneira diferente do que havia sido descoberto poucos anos antes.  Decide que estas têm de ser estudadas e parte para Paris com uma amostra de sangue dentro do casaco. Esta irá ser estudada no Instituto Pasteur pela equipa do laboratório do virologista Luc Montagnier, da qual Odette Ferreira fazia parte. Isto permitiu identificar um segundo vírus responsável pela SIDA, o HIV do tipo 2, o que revolucionou o diagnóstico e a epidemiologia da infecção.
Em 1992, assume o cargo de coordenação da Comissão Nacional de Luta Contra a SIDA que irá manter até 2000. No ano seguinte, em 1993 cria o programa Diz Não a uma Seringa em Segunda Mão  que consistia na troca de seringas usadas nas farmácias e levou a uma redução significativa de novos casos de hepatite B, hepatite C e de VIH entre os toxicodependentes.  Em 2018, 25 anos após a criação do programa reconhecido como um exemplo a nível mundial, a Direcção Geral da Saúde (DGS), informou que desde o seu inicio tinham sido distribuídas 57.488.517 de agulhas e seringas e 30.396.489 de preservativos masculinos.
Ela criou muitos outros projectos no âmbito da luta contra a SIDA. Entre eles, os centros de rastreio anónimos e gratuitos; serviços de apoio domiciliário aos doentes coordenado pela Santa Casa da Misericórdia de Lisboa e a primeira unidade de cuidados paliativos para doentes com SIDA em Lisboa.
Morreu em Lisboa, a 7 de Outubro de 2018, aos 93 anos.

## Condecorações, prémios e homenagens
O governo Português condecorou-a duas vezes: 
- 1988 - Comendadora da Ordem Militar de Sant'Iago da Espada
- 2017 - Grã-Cruz da Ordem da Instrução Pública entregue pelo então Presidente da República Portuguesa, Marcelo Rebelo de Sousa [9][19]

Também foi condecorada duas vezes pelo governo francês, nomeadamente com: 
- 1975 - Ordem das Palmas Académicas
- 1987 - Ordem Nacional da Legião de Honra

Ao longo da sua carreira foi também distinguida com:
- 1989 - Medalha de Honra da Ordem dos Farmacêuticos [20]
- 1995 - Medalha de Honra da Universidade Complutense de Madrid [8]
- 1996 - Prémio Almofariz de Figura do Ano [21][22]
- 2006 - Prémio Universidade de Lisboa [23]
- 2012 - Prémio Nacional de Saúde do Ministério da Saúde, pelo seu trabalho de "investigação brilhante e pela sua atuação pedagógica e cívica" [24]
- 2013 - Prémio de Saúde Sustentável [25]
- 2016 - Medalha de Mérito Cientifico atribuída pelo Ministério da Ciência, Tecnologia e Ensino Superior [26]

Em 2010, a Ordem dos Farmacêuticos criou em sua homenagem o Prémio de Investigação científica Professora Doutora Maria Odette Santos-Ferreira. 
Sete anos mais tarde, em 2017, a Faculdade de Farmácia da Universidade de Lisboa atribuiu o seu nome ao auditório da faculdade. 

## Obras
Em 2015, escreveu a sua biografia que intitulou de Uma luta, uma vida: nem precisava de tanto. 